# Американо-белорусские отношения
Дипломатические отношения Соединённых Штатов Америки и Беларусью были установлены в 1991 году, в результате распада Советского Союза и становления Беларуси как независимого государства.

## История

### 1991—2004

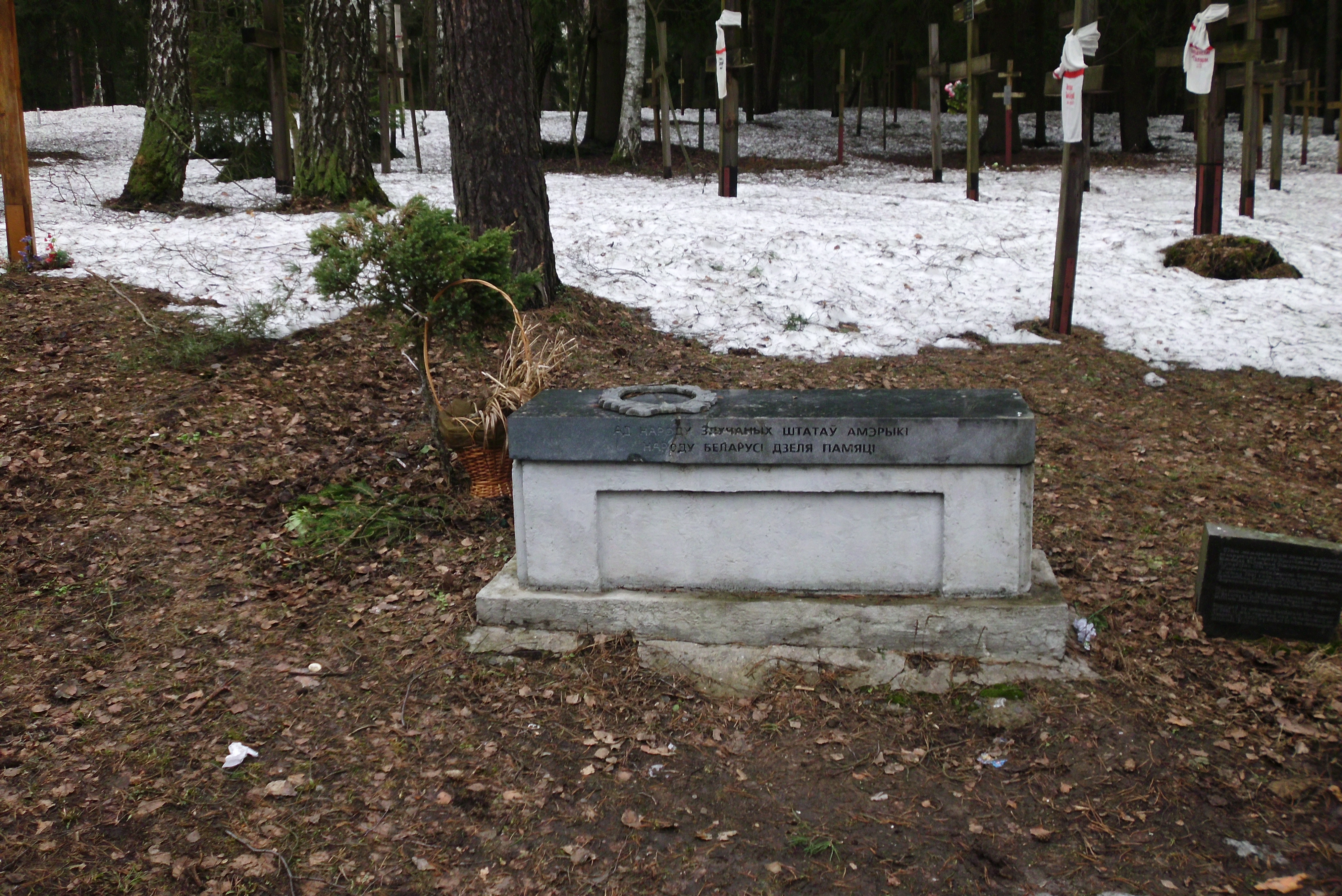
«Скамья Клинтона», установленная в 1994 году в Куропатах на месте расстрела мирных жителей в эпоху сталинских репрессий

25 декабря 1991 года Соединённые Штаты Америки, вторые в мире после Украины, признали независимость Республики Беларусь, а уже 28 декабря РБ и США установили дипломатические отношения.
31 января 1992 года в Минске официально открылось посольство США. Первым послом США в стране стал Дэвид Шварц (возглавлял американский дипломатический корпус с августа 1992 года по январь 1994 года).
В 1993 году в Вашингтоне торжественно открылось посольство Беларуси. Первым белорусским послом в США был Сергей Мартынов, он исполнял свои обязанности в 1993—1997 годах.
В июле 1993 года председатель Верховного Совета Республики Беларусь Станислав Шушкевич встретился в Вашингтоне с Биллом Клинтоном. В ответ на визит главы белорусского парламента, американский лидер 15 января 1994 года посетил с однодневным визитом Минск.
Первый Президент Беларуси Александр Лукашенко (c июля 1994) совершил визит в Соединённые Штаты в 1995 году, а в 1999, 2000 и 2005 годах Лукашенко встречался с руководством США на разных международных мероприятиях.
В сентябре 1994 года в Сенат США был представлен проект двухстороннего соглашения между США и Беларусью об инвестициях.
В 1995 году заработал межправительственный комитет по содействию развитию американского бизнеса в Беларуси.
В 1996 году по договору с США с территории Республики Беларусь были выведены межконтинентальные ракеты РС-12М с ядерными боеголовками. Согласно договору, США и РФ гарантировали Республике Беларусь безопасность и неприменение санкций.
Двусторонние отношения задокументированы в заявлениях Белого Дома и Госдепартамента, резолюциях Конгресса США, а также других документах и решениях правительства Соединённых Штатов.
В Беларуси эти отношения также зафиксированы в высших государственных документах.
С первой половины 2000-х годов отношения США и Беларуси ухудшились. 

### 2004
В сентябре 2004 года США объявили о намерении добиваться отстранения от власти Президента Беларуси Александра Лукашенко. Позицию США изложил сенатор Джон Маккейн: «Мы будем бороться за то, чтобы Беларусь освободилась от тирании. Смена режима президента Лукашенко в Беларуси планируется не вооружённым путём, а с помощью международного давления».
Вслед за этим заявлением американское министерство финансов обвинило белорусский Инфобанк в отмывании денег Саддама Хусейна.
6 октября Палата представителей Конгресса США единогласно проголосовала за введение экономических санкций против Беларуси и её президента лично.
Принятый Конгрессом «Акт о демократии в Беларуси» содержит длинный список требований к А. Лукашенко:
- освободить содержащихся в заключении лиц, помещённых в тюрьмы за политические или религиозные убеждения,
- отозвать политически мотивированные обвинения против оппозиционеров и независимых журналистов,
- предоставить исчерпывающее объяснение исчезновений деятелей оппозиции и журналистов,
- прекратить репрессии против независимых СМИ, независимых профсоюзов, неправительственных и религиозных организаций, оппозиции
- провести в Беларуси свободные и честные президентские и парламентские выборы в соответствии со стандартами ОБСЕ.

Пока эти требования не будут выполнены, администрации США запрещено предоставлять Беларуси какие-либо займы, кредитные гарантии, страховые выплаты, финансирование и любое иное финансовое содействие, а представителям США в МВФ, Всемирном банке и других международных организациях предписывается голосовать против предоставления любого содействия Беларуси. Согласно Акту, конгресс и президент США должны координировать реализацию данного закона с другими государствами, в первую очередь европейскими, «поощряя их идти на аналогичные меры в отношении Республики Беларусь».
«Акт о демократии» требует от президента США не позднее чем через 90 дней после вступления законопроекта в силу направить в Конгресс специальный доклад о поставках вооружений и боевых технологий из Беларуси в страны, поддерживающие международный терроризм.
В докладе также должны быть указаны размеры личного состояния и дана оценка собственности, которой владеют президент Лукашенко и другие белорусские руководители, в том числе «официальные лица, участвовавшие в подавлении свободы в Беларуси, включая судей и прокуроров».
21 октября 2004 Джордж Буш подписал «Акт о демократии в Беларуси». Таким образом, экономические санкции против Беларуси официально вступили в силу. Подписание закона подтверждает, что США намерены всерьёз добиваться отстранения Александра Лукашенко от власти.
Однако сам доклад о личном состоянии белорусских чиновников, озаглавленный «Report on Belarus, the Last Dictatorship in Europe, Including Arms Sales and Leadership Assets» (Доклад по Беларуси — последней диктатуре в Европе, включающий данные по торговле оружием и собственности руководителей) был направлен Дж. Бушем в Конгресс только 16 марта 2006, то есть за три дня до президентских выборов в Беларуси; при этом в докладе, наряду с другими источниками, используется информация газет «Московский Комсомолец», «Коммерсантъ» и агентства «Интерфакс».

### 2009—2020
В июне 2009 года и в октябре 2010 года делегация Конгресса США с официальным визитом посетили Беларусь, так начался новый этап двусторонних отношений.
В декабре 2010 министр иностранных дел РБ встретился с секретарём Госдепартамента США. По итогам встречи принято заявление о сотрудничестве между Беларусью и США в области ядерного разоружения и нераспространения ядерного оружия. Кроме этого, подписаны соглашения о совместном противостоянии терроризму в мире.
С 2012 года Агентство США по международному развитию (USAID), совместно с World Learning, реализует Программу общественных связей с Беларусью; в 2018 году действие этой программы продлили до 2022 года, её бюджет составил 3,9 млн долларов.
С 2013 года наблюдается активизация партнёрского сотрудничества на уровне Госдепартамента США и МИДа РБ. Эффективным является сотрудничество между белорусскими и американскими правоохранительными органами по предотвращению высокотехнологичных преступлений, борьба с незаконными психотропными веществами, борьба с торговлей людьми и распространением детской порнографии в Интернете. Хорошо налажено сотрудничество в здравоохранении. В 2013 году американская сторона организовала учебные курсы для белорусских специалистов, которые изучали передовой опыт по управлению медицинскими учреждениями. В феврале 2014 года, белорусские онкологи и кардиологи посетили США, где переняли передовой опыт. Между РБ и США подписано множество договоров по взаимодействию в медицинской отрасли.
22 сентября 2014 года в Беларуси начала деятельность Информационно-просветительское учреждение «Институционального развития», главной целью которого является содействие в укреплении диалога и партнёрства между Республикой Беларусь и США.
В сентябре 2014 в США состоялся I Белорусско-американский инвестиционный форум. Делегацию возглавил премьер-министр Беларуси Михаил Мясникович.
В декабре 2014 года заместитель министра иностранных дел Беларуси Александр Гурьянов и председатель Совета делового сотрудничества «Беларусь — США» Дэвид Бэйрон обсудили работу совета на 2015 год. Как сообщило Белорусское телеграфное агентство (БЕЛТА), стороны обсудили вопросы торгового и инвестиционного сотрудничества Беларуси и Соединённых Штатов, подвели предварительные итоги деятельности Совета делового сотрудничества за 2014 год.
27 февраля 2015 года А. Лукашенко и глава МИД Беларуси Владимир Макей провели встречи с заместителем помощника государственного секретаря США Эриком Рубиным.
18 марта 2015 Беларусь и США подписали межправительственное соглашение об улучшении выполнения международных налоговых правил и реализации закона Соединённых Штатов Америки о налоговом контроле счетов в иностранных финансовых учреждениях.
В апреле 2015 года Беларусь присоединилась к увековечиванию памяти Луизы Арнер Бойд. При поддержке Посольства США в Республике Беларусь и при содействии белорусских властей, Информационно-просветительское учреждение «Институционального развития» начало реализует долгосрочный межгосударственный проект «Дорогами экспедиции Луизы Арнер Бойд. К 80-летию легендарной экспедиции американки».
7 мая 2015 года в Брестской крепости, а 9 мая в Минске, на торжествах в честь 70-летия разгрома нацизма, выступил оркестр ВВС США.
В октябре 2015 США частично приостановили санкции против ряда предприятий РБ.
В начале января 2019 года — визит в страну и встреча с Лукашенко помощника главы Госдепа США по делам Европы и Евразии Уэсса Митчелла.
Глава МИД Беларуси Владимир Макей 10 января 2019 уведомил Вашингтон о снятии ограничений на число американских дипломатов в Минске; этот шаг назвали «дипломатическим прорывом». Обсуждается возможность расширения взаимного дипломатического присутствия, в том числе возвращение послов.

### С 2020 года по настоящее время

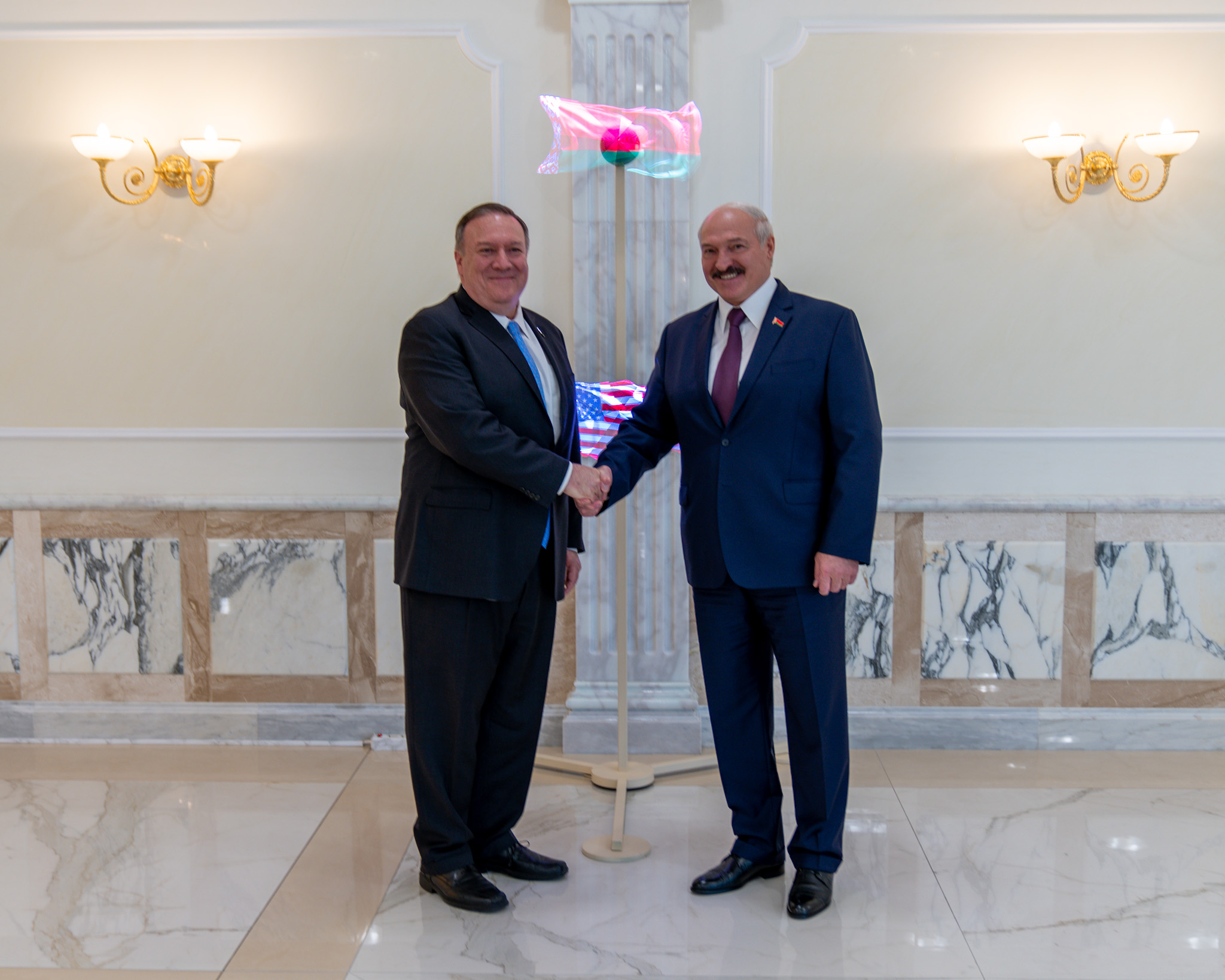
Майк Помпео и Александр Лукашенко, 1 февраля 2020 г.

В августе 2020 года президент Республики Беларусь Александр Лукашенко заявил, что силовики арестовали «ряд граждан» США всего за несколько дней до того, как страна пошла на выборы президента. В своём выступлении Лукашенко заявил, что Беларусь стала «жертвой» «гибридной войны», и что следует «ожидать грязных трюков» с любой стороны.
После президентских выборов 2020 года госсекретарь Помпео выразил глубокую озабоченность по поводу того, что выборы были «несвободными и несправедливыми». Кроме того, он призвал белорусских силовиков уважать право своих граждан на мирные собрания, воздерживаться от применения силы и освобождать незаконно задержанных лиц.
Президент США Джо Байден подписал 9 августа 2021 года указ, расширяющий введённые ранее вашингтонской администрацией санкции в отношении Беларуси. Как следует из документа, новые санкции включают блокировку активов официальных лиц Беларуси. По заявлению Байдена, действия белорусских властей несут чрезвычайную угрозу национальной безопасности и внешней политике США.
20 октября 2021 года генеральное консульство Беларуси в Нью-Йорке прекратило свою работу в связи с возобновлением американских санкций, введённых ранее в августе 2021 года.
28 февраля 2022 года Соединённые Штаты приостановили работу своего посольства в Минске после получения информации от Украины о том, что Беларусь может готовится присоединиться к России во время вторжения на Украину. 

## Торговля
Динамика внешней торговли в 2011—2019 годах (млн долларов):
Крупнейшие позиции белорусского экспорта в США в 2017 году:
- Калийные удобрения (135 млн долларов);
- Трубы, трубки и профили бесшовные из чёрных металлов (25,8 млн долларов);
- Рентгеновская аппаратура (12,2 млн долларов);
- Мебель (6,9 млн долларов);
- Прутки горячекатаные из нелегированной стали в бухтах (5,9 млн долларов).

Крупнейшие позиции белорусского импорта из США в 2017 году:
- Медицинское оборудование (30,1 млн долларов);
- Легковые автомобили (27,3 млн долларов);
- Вакцины, сыворотки (20,2 млн долларов);
- Двигатели внутреннего сгорания поршневые (17 млн долларов);
- Рыба мороженая (14,3 млн долларов);
- Кузова для автомобилей (13,4 млн долларов);
- Двигатели и генераторы электрические (10,6 млн долларов).